# Saint-Alban-de-Roche
Saint-Alban-de-Roche is een gemeente in het Franse departement Isère (regio Auvergne-Rhône-Alpes). De plaats maakt deel uit van het arrondissement La Tour-du-Pin. Saint-Alban-de-Roche telde op 1 januari 2022 2.148 inwoners.

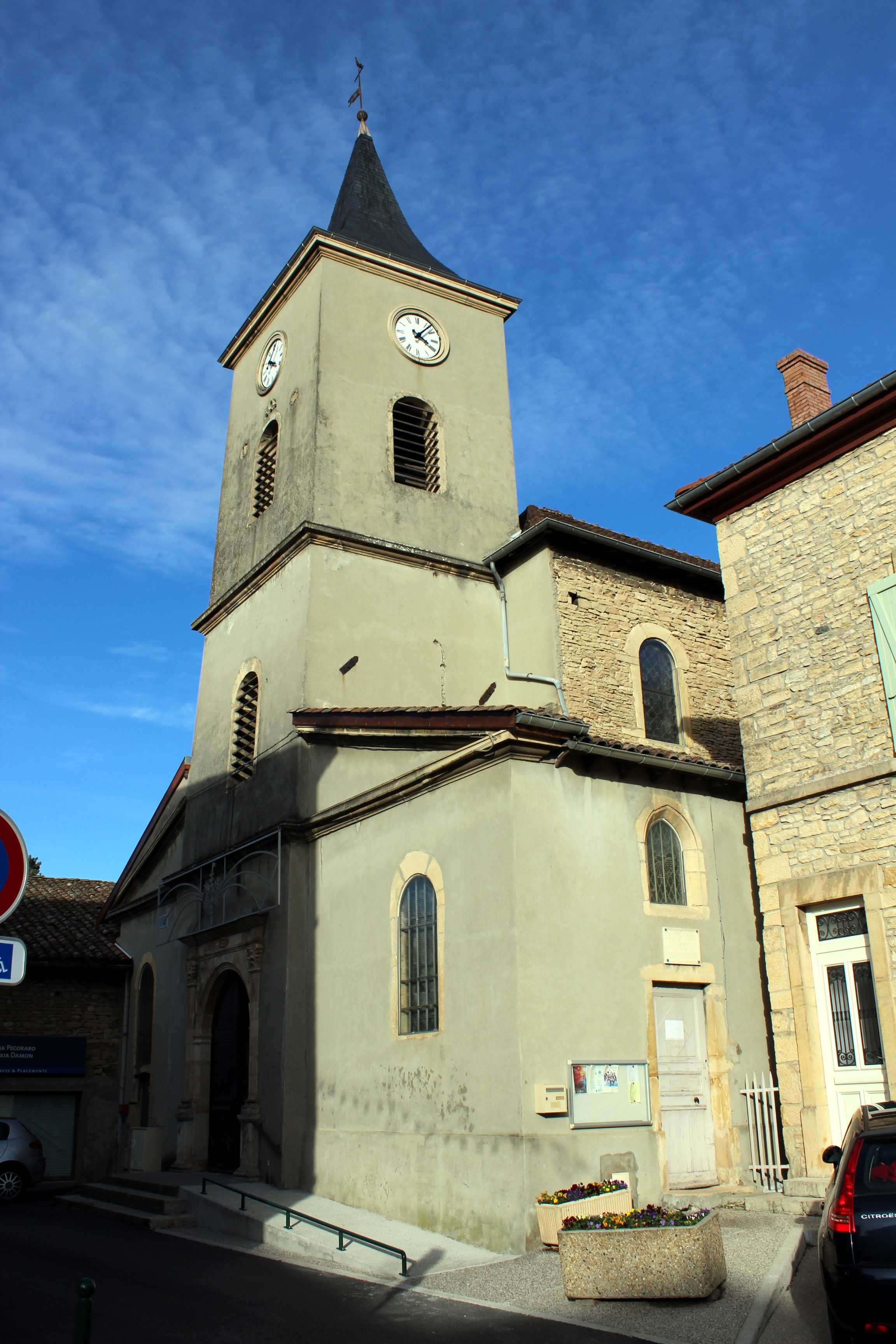
Kerk van Saint-Alban-de-Roche
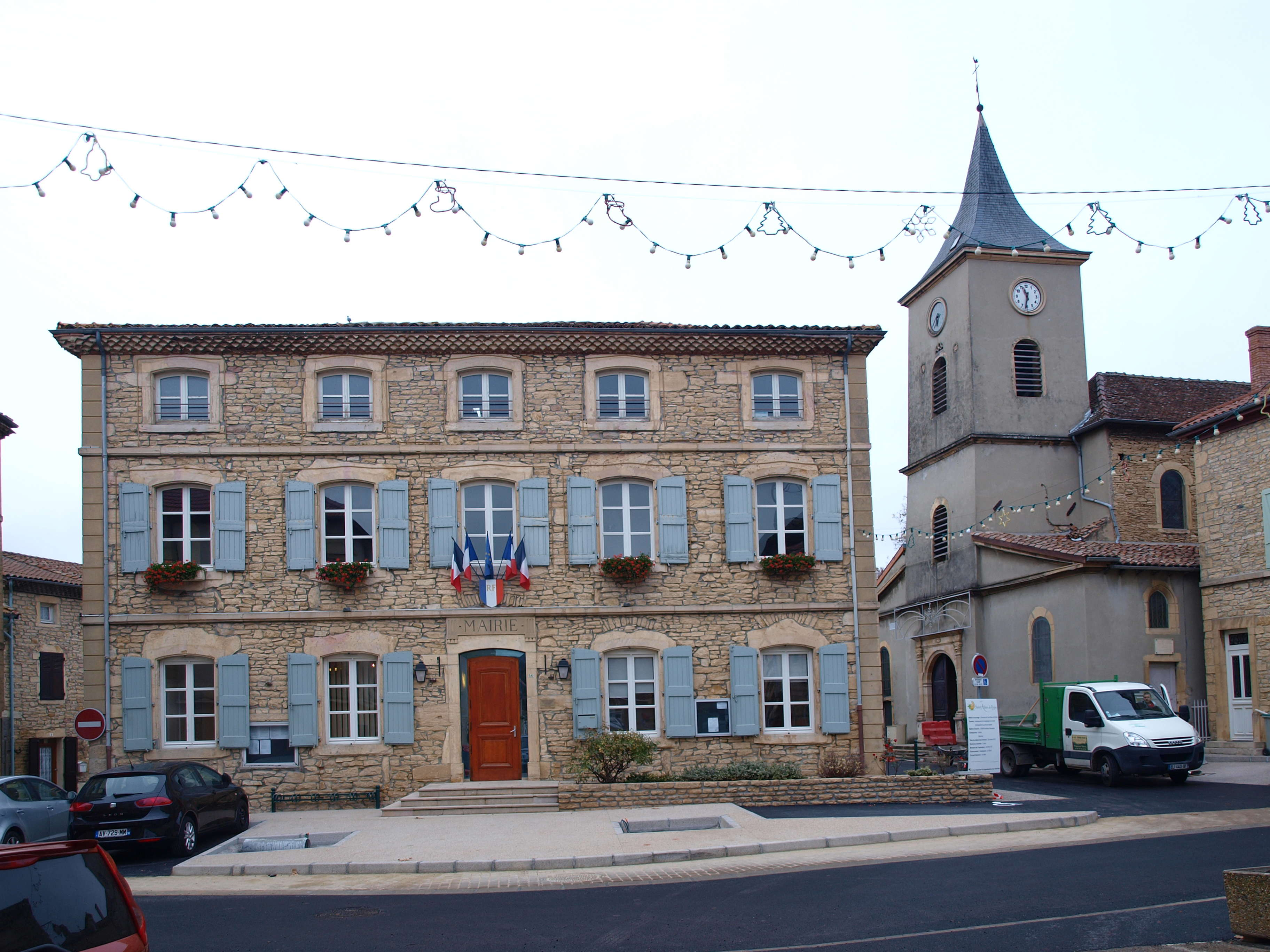
Gemeentehuis

## Geografie
De oppervlakte van Saint-Alban-de-Roche bedroeg op 1 januari 2022 6,11 vierkante kilometer; de bevolkingsdichtheid was toen 351,6 inwoners per km².

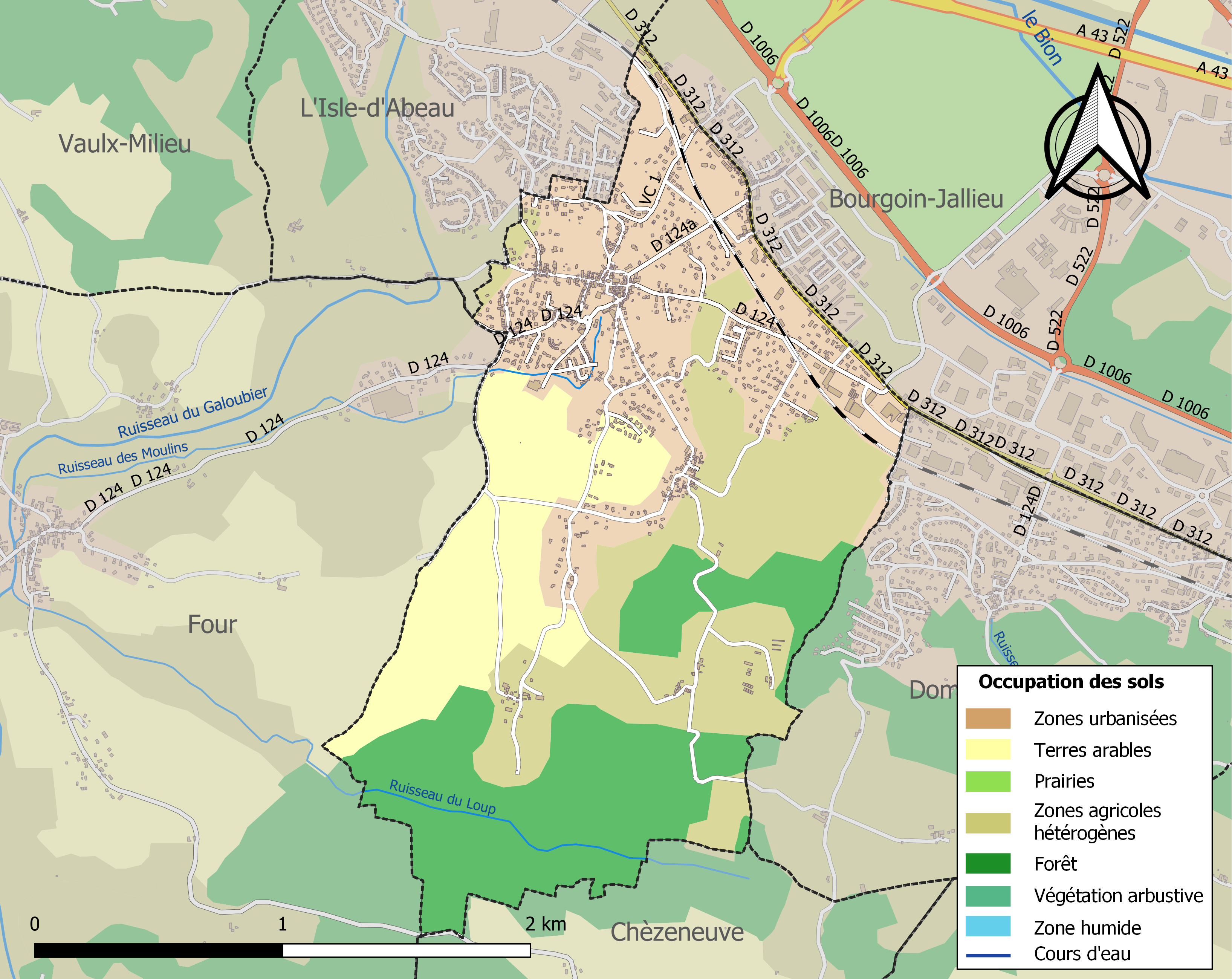
Kaart van de gemeente met de belangrijkste infrastructuur, bodemgebruik en omliggende gemeenten

## Demografie
Onderstaande figuur toont het verloop van het inwonertal (bron: INSEE-tellingen).